# Tullio Serafin
Tullio Serafin (1 de setembro de 1878 - 2 de fevereiro de 1968) foi um maestro de ópera italiano.

## Biografia
Nasceu em Rottanova (Cavarzere), perto de Veneza, formou-se em Milão, ele tocou violão na Orquestra do La Scala, de Milão sob Toscanini, sendo mais tarde nomeado Maestro Adjunto. Tomou posse como Director Musical no La Scala, quando Toscanini saiu para Nova Iorque entre 1909 - 1914, e entre 1917 - 1918 e retomou brevemente após a segunda Guerra Mundial, 1946 -1947. Tullio Serafin conduzia um repertório de ópera muito vasto, que reavivou muito do bel canto do século XIX, óperas de Bellini, Donizetti e Rossini. Tinha uma reputação sem paralelo como treinador de jovens cantores líricos incluindo Callas.
Ele teve a sua realização pessoal no Metropolitan Opera em 1924 e aí permaneceu por uma década, depois tornou-se o diretor artístico do Teatro Reale, em Roma. Durante sua longa carreira ele ajudou as carreiras de muitos importantes cantores, incluindo Rosa Ponselle, Joan Sutherland, e Maria Callas, com quem fez inúmeras gravações.
Serafin foi essencial para a expansão do repertório italiano, realizou obras de Alban Berg, Paul Dukas, e Benjamin Britten. Também realizou compositores como Franco Alfano, Italo Montemezzi, Deems Taylor, e Howard Hanson.
Morreu em Roma, em 1968.

## Gravações
Serafin fez as seguintes gravações de ópera completa com Maria Callas pela "Angel / EMI Records":
- Lucia di Lammermoor - 1953
- I puritani - 1953
- Cavalleria rusticana - 1953
- Norma (opera) - 1954
- Pagliacci - 1954
- La forza del destino - 1954
- Aida - 1955
- Rigoletto - 1955
- Turandot - 1957
- Manon Lescaut - 1957
- Medea - 1957
- Lucia di Lammermoor - 1959
- Norma (opera) - 1960

Ele conduziu a Orquestra da Rome Opera House com o tenor Jon Vickers altamente aclamado na primeira gravação do Otello de Verdi, feita pela RCA Victor em 1960.